# Villerable
Villerable és un municipi francès, situat al departament del Loir i Cher i a la regió de Centre – Vall del Loira. L'any 2007 tenia 495 habitants.

## Demografia

### Població
El 2007 la població de fet de Villerable era de 495 persones. Hi havia 204 famílies, de les quals 40 eren unipersonals (20 homes vivint sols i 20 dones vivint soles), 84 parelles sense fills, 68 parelles amb fills i 12 famílies monoparentals amb fills.
La població ha evolucionat segons el següent gràfic:
Habitants censats

### Habitatges
El 2007 hi havia 230 habitatges, 205 eren l'habitatge principal de la família, 12 eren segones residències i 12 estaven desocupats. 227 eren cases i 2 eren apartaments. Dels 205 habitatges principals, 183 estaven ocupats pels seus propietaris, 19 estaven llogats i ocupats pels llogaters i 3 estaven cedits a títol gratuït; 10 tenien dues cambres, 29 en tenien tres, 71 en tenien quatre i 96 en tenien cinc o més. 182 habitatges disposaven pel capbaix d'una plaça de pàrquing. A 77 habitatges hi havia un automòbil i a 123 n'hi havia dos o més.

### Piràmide de població
La piràmide de població per edats i sexe el 2009 era:
| Homes | Edats   | Dones |
| ----- | ------- | ----- |
| 0     | 95 o +  | 0     |
| 4     | 90 a 94 | 0     |
| 0     | 85 a 89 | 4     |
| 12    | 80 a 84 | 0     |
| 12    | 75 a 79 | 12    |
| 16    | 70 a 74 | 12    |
| 8     | 65 a 69 | 8     |
| 12    | 60 a 64 | 4     |
| 8     | 55 a 59 | 8     |
| 8     | 50 a 54 | 12    |
| 40    | 45 a 49 | 20    |
| 12    | 40 a 44 | 28    |
| 28    | 35 a 39 | 36    |
| 24    | 30 a 34 | 16    |
| 16    | 25 a 29 | 0     |
| 0     | 20 a 24 | 12    |
| 28    | 15 a 19 | 16    |
| 24    | 10 a 14 | 4     |
| 24    | 5 a 9   | 20    |
| 12    | 0 a 4   | 16    |

## Economia
El 2007 la població en edat de treballar era de 325 persones, 256 eren actives i 69 eren inactives. De les 256 persones actives 248 estaven ocupades (132 homes i 116 dones) i 8 estaven aturades (2 homes i 6 dones). De les 69 persones inactives 29 estaven jubilades, 20 estaven estudiant i 20 estaven classificades com a «altres inactius».

### Ingressos
El 2009 a Villerable hi havia 213 unitats fiscals que integraven 521 persones, la mediana anual d'ingressos fiscals per persona era de 19.823 €.

### Activitats econòmiques
Dels 12 establiments que hi havia el 2007, 2 eren d'empreses de construcció, 4 d'empreses de comerç i reparació d'automòbils, 2 d'empreses d'hostatgeria i restauració, 1 d'una empresa financera, 1 d'una empresa immobiliària i 2 d'empreses de serveis.
Dels 6 establiments de servei als particulars que hi havia el 2009, 2 eren tallers de reparació d'automòbils i de material agrícola, 1 paleta, 1 electricista i 2 restaurants.
L'únic establiment comercial que hi havia el 2009 era una botiga de mobles.
L'any 2000 a Villerable hi havia 11 explotacions agrícoles que ocupaven un total de 1.617 hectàrees.

## Equipaments sanitaris i escolars
El 2009 hi havia una escola elemental integrada dins d'un grup escolar amb les comunes properes formant una escola dispersa.

## Poblacions més properes
El següent diagrama mostra les poblacions més properes.